# Iglesia de la Asunción de Nuestra Señora (Chilches)
La iglesia parroquial de la Asunción de Nuestra Señora de Chilches, ubicada en la Plaza de España, 1, de esta localidad de la Plana Baja es un lugar de culto católico catalogado como Bien de Relevancia Local, según la Disposición Adicional Quinta de la Ley 5/2007, de 9 de febrero, de la Generalitat, de modificación de la Ley 4/1998, de 11 de junio, del Patrimonio Cultural Valenciano (DOCV Núm. 5.449 / 13/02/2007), con código: 12.06.053-001.
La iglesia está dedicada a la Asunción de Santa María.

## Historia
El primitivo templo posiblemente sea de la época de la reconquista de Jaime I, y utilizaría los restos de una mezquita árabe para iniciar su construcción. Se tienen referencias documentales de este templo de 1365.
Como todo edificio de época tan antigua, ha sufrido muchos avatares como los saqueos que sufrió por parte de piratas berberiscos y por moriscos en el siglo XVI. Como consecuencia de estos ataques tuvo que procederse, en 1593, a la reconstrucción del altar mayor, de otros altares y de diversos retablos.
A finales del siglo XVII (1685) se procede a una renovación del templo, siguiendo la corriente Barroca y de paso se amplía éste, llevando a cabo al final una nueva construcción en el mismo lugar de la antigua iglesia, pero de mayor dimensión en tanto se añadía al templo el espacio que comprendía la casa abadía.
Por su parte, en la segunda mitad del siglo XVIII, las renovaciones se centran en su interior. Se lleva a cabo la adquisición, en 1763 del retablo de la capilla de la Mare de Déu dels Desamparats, datado de 1667. Se trataba de un retablo de madera dorada y policromada, muy decorado a base de flores, frutas y cabezas de ángeles. Estructuralmente estaba constituido por dos cuerpos, uno inferior, de seis metros de ancho con un arco de medio punto entre cuatro columnas salomónicas; y otro superior de cuatro metros de anchura e idéntica estructura del inferior, pero con el nicho rectangular, y sobre unos pedestales se elevaban las imágenes de San Vicente Mártir y San Vicente Ferrer, patrones de la ciudad y Reino de Valencia respectivamente. En 1766 se aumentó la decoración interior con la adquisición de más imágenes. Interiormente la iglesia ya tenía iluminación eléctrica en 1918.

## Descripción
La actual Iglesia es un edificio de estilo barroco y neoclásico. Su planta consta de nave única con capillas laterales comunicadas entre sí, y alojadas entre los contrafuertes; crucero poco marcado; y testero plano.
La planta presenta coro alto a los pies del templo, bajo el cual se dispone la puerta de acceso al recinto sagrado. Dispone de una torre campanario al lado izquierdo de la planta a la que se accede desde una puerta a la izquierda de la entrada principal, mientras que a la derecha se accede al baptisterio.
La nave central se cubre con bóveda de cañón, que descansa sobre pilastras que siguen el orden compuesto. La planta presenta crucero que se cubre con cúpula sentada sobre un tambor octogonal que a su vez, descansa sobre pechinas.
La puerta principal presenta dintel de piedra con dos cuerpos, unas pilastras dóricas se muestran a ambos flancos del cuerpo inferior, mientras que en el superior se observa una hornacina bajo un frontón triangular sostenido por pilastras sencillas.
La torre campanario, se alza en el lateral izquierdo de la fachada y presenta una planta cuadrada.
Interiormente su decoración es mayoritariamente neoclásica, aunque con toques barrocos que quedan de manifiesto en el exceso de rocallas, florones, pechinas y medallones por todo el interior del templo. El retablo del altar mayor es de después de la guerra del 36, ya que durante el conflicto bélico fue destruido, y se construyó a imitación de los retablos churriguerescos. Está dedicado a la Virgen de la Asunción, cuya imagen se sitúa en la hornacina central, que se haya flanqueada por pilastras y columnas salomónicas pareadas.
También hay que hacer especial mención al retablo del Cristo de la Junaquera, patrono de Chilches. El retablo se construyó en los talleres de Domingo Llopis en Valencia en el año 1959. Se trata de un retablo de madera de pino albar, recubierto con oro fino. En la calle principal está la hornacina con la imagen del Cristo de la Junquera y las figuras que representan el lugar del hallazgo de la imagen, el 18 de enero de 1625. En las calles laterales se contemplan lienzos enmarcados en rocallas que representan escenas relacionadas con ella.